# 曼蘇爾 (阿拔斯哈里發)
曼蘇爾（阿拉伯语：‎，714年—775年10月6日）是阿拔斯王朝建立者薩法赫的胞弟，第二代哈里發。他在位期間奠定阿拔斯王朝的制度。曼蘇爾建造巍峨壯麗的圓形皇城「平安之都」於巴格達，整頓宮廷的制度與儀式。哈里發的絕對權威亦已確立，宰相為最高的行政長官，以呼罗珊的常備軍為主力，成為哈里發實行其專制政治的有力手段。

## 生平

### 哈里发
754年6月，阿拔斯王朝哈里发阿布·阿拔斯死亡，临终前指定曼苏尔为继任者，于是叙利亚总督阿卜杜拉·伊本·阿里起兵争夺王位。11月，在呼罗珊总督阿布·穆斯林的帮助下，哈里发曼苏尔击败了阿卜杜拉。755年2月，曼苏尔又杀害了阿布·穆斯林。

### 安史之乱
756年，曼苏尔派遣了超过4000人的雇佣军协助中国唐朝平定安史之乱。